# ان‌جی‌سی ۱۸

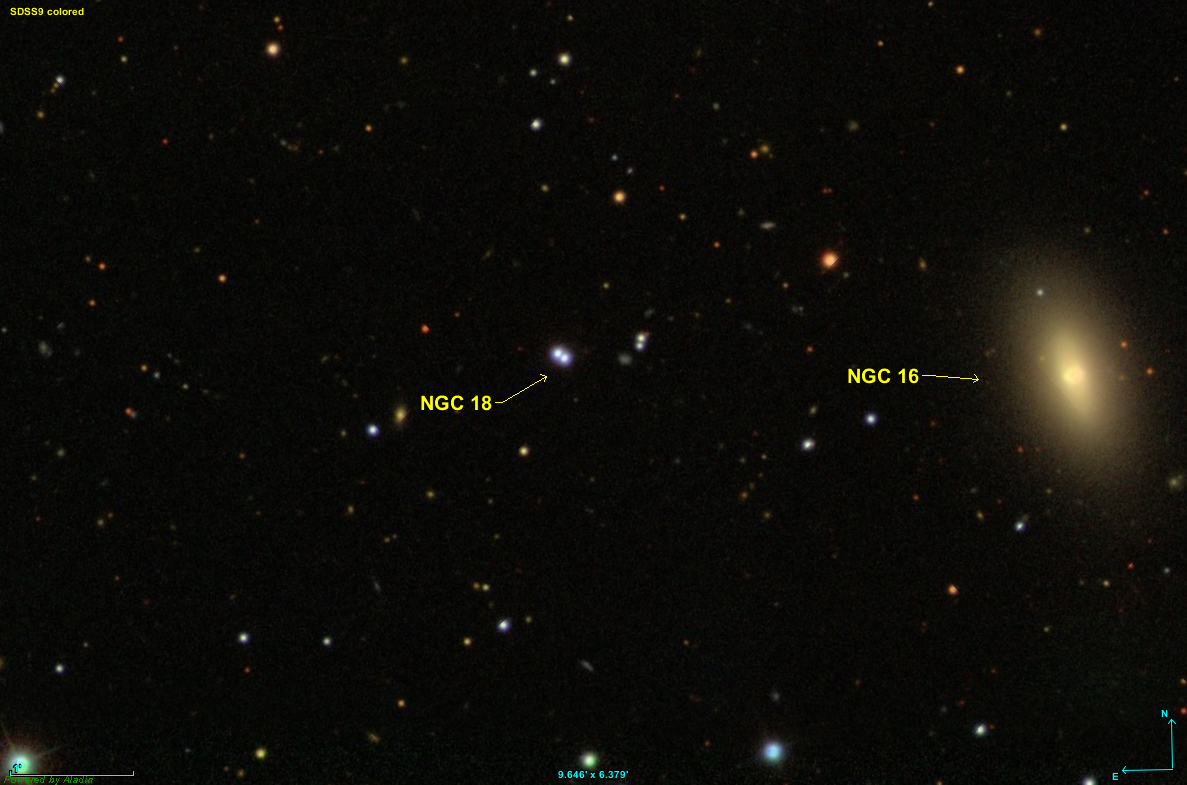
ان‌جی‌سی ۱۸

ان‌جی‌سی ۱۸ (به انگلیسی: NGC 18) یک جفت ستاره با قدر ظاهری ۱۴ است که در صورت فلکی اسب بالدار قرار دارد.